# Shirozua
Shirozua là một chi bướm ngày thuộc họ Lycaenidae.